# Borneoastichus notisetosus
Borneoastichus notisetosus is een vliesvleugelig insect uit de familie van de Eulophidae. De wetenschappelijke naam werd voor het eerst geldig gepubliceerd in 2006 door T. C. Narendran.